# Vladimir Belov
Vladímir Serguéyevich Belov (en ruso: Владимир Сергеевич Белов) n. 26 de julio de 1906 en Kirzhach, Rusia - f. 22 de enero de 1989 en Moscú, Unión Soviética. Fue un pianista soviético, profesor de música en el Conservatorio de Moscú. Alumno distinguido de Felix Blumenfeld.
Pianista reconocido por la crítica internacional por su depurada técnica y virtuosismo. Maestro por muchos años del Conservatorio de Música de Moscú, se le conoció por su manera suave y su indulgencia hacia sus alumnos. Enseñaba colectivamente, por grupos, en el que cada estudiante tocaba el piano por turnos sucesivos. Aleksander Baltin y Edison Denisov, formaron parte del cuerpo siempre numeroso de sus alumnos. Otros distinguidos pianistas como Stanislav Neuhaus y Boris Zemliansky también integraron sus cursos en Moscú.
Uno de los títulos grabados por Melodía Label del maestro Belov, fue denominado Pupils of Felix Blumenfeld, (los alumnos de Felix Blumenfeld, en español). Reúne grabaciones de Maria Grinberg, Simon Barere, Vladimir Horowitz y de Belov mismo tocando piezas del compositor ruso Blumenfeld.

## Nota y referencias
- Esta obra contiene una traducción  derivada de «Vladimir Belov (pianiste)» de Wikipedia en francés, publicada por sus editores bajo la Licencia de documentación libre de GNU y la Licencia Creative Commons Atribución-CompartirIgual 4.0 Internacional.

1. ↑  Great Russian Pianists
2. ↑  Grove Dictionary of Music (Aleksandr Baltin)
3. ↑  Grove Dictionary of Music (Edison Denisov)
4. ↑  ¿Quién fue Vladimir Belov?